# Jamestown (Virginia)
Jamestown (James Towne avagy Jamestowne) egy település volt Virginia gyarmat területén, melyet a Londoni Virginia Company alapított „James Fort” néven 1607. május 14-én. Ez volt az első állandó angol település a mai Amerikai Egyesült Államok területén, több korábbi balsikerű kísérlet, mint például Roanoke elveszett városának kudarca után. A gyarmat fővárosaként funkcionált 83 évig, 1616-tól 1699-ig.
Az alapítást követő évben a Virginia Company az angol mellett lengyel és holland telepeseket is szállított a gyarmatra, hogy segítsenek a település felépítésében. 1619-ben érkeztek Jamestownba az első dokumentált afrikaiak, a rabszolgaság intézménye azonban nem jelent meg Virginiában 1660 előtt. Amikor a gyarmatot felosztották a hagyományos nyolc shirre 1634-ben, a város James City megye névadója lett.
A Virginia Company másodikként megalapított települése, a Bermuda-szigeteken fekvő St. George's, úgy állítja be magát mint az első települést az angol Újvilágban, a maga 1612-es alapításával, „New London” néven. Ennek alapja, hogy James Forthot csak 1619-ben szervezték várossá James Town néven és nem maradt fenn a mai napig. 1699-ben a főváros Jamestownból átkerült a mai Williamsburgba, ami után Jamestown mint település, megszűnt létezni. Ma pedig már csak egy régészeti lelőhely.
Ma Jamestown az egyik csúcsa az ún. Virginia Gyarmat Történelmi Háromszögének, Williamsburg és Yorktown, két korai alapítású település mellett. A Történelmi Jamestown, a régészeti lelőhely Jamestown szigetén, a Jamestown Nemzeti Történelmi Park része, amely pedig a Gyarmati Nemzeti Történelmi Parkhoz tartozik, a Virgina Megőrzéséért szervezettel együttműködve. Jamestown telep egy máig létező történelmi emlékpark, amelyet a Jamestown Yorktown alapítvány tart fenn együttműködve a Virginiai Nemzetközösséggel.

## A település 1607 és 1705 között

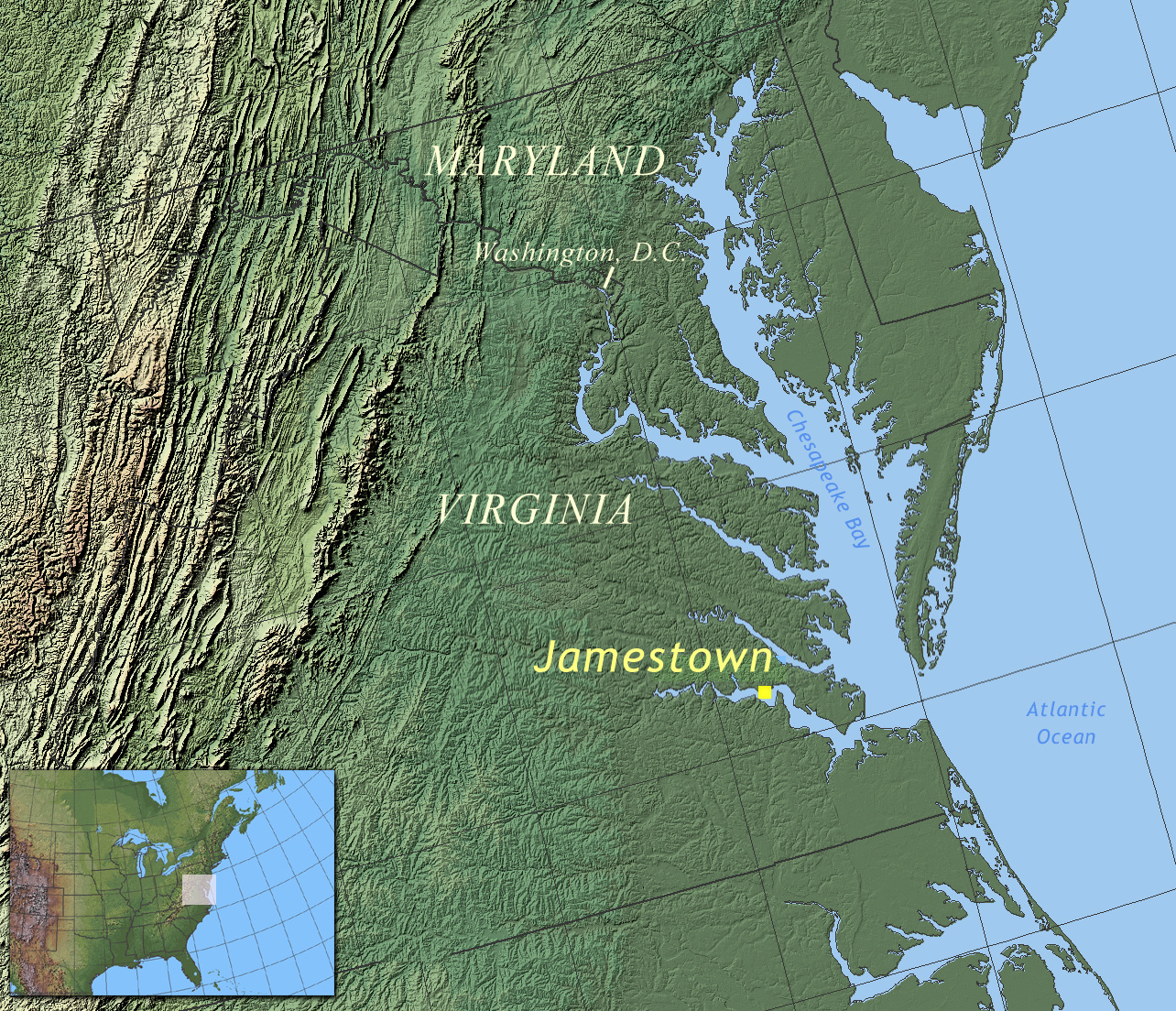
Jamestown elhelyezkedése

Spanyolország és Portugália relatíve hamar megjelent az Újvilágban, a többi európai állam viszont sokkal lassabb volt. A John Cabot felfedezőútja utáni évtizedekben nem történt kísérlet angol gyarmat alapítására. Az első kísérletek kudarcot vallottak. A legismertebb Roanoke elveszett településének esete, amely 1590-ben tűnt el.

### Alapítás és korai évek (1607-1610)
1606 végén a Londoni Virginia Társaság vállalkozói indultak útnak, hogy kolóniát alapítsanak az Újvilágban. Egy viszonylag hosszú, öt hónapos út után, melynek során útba ejtették Puerto Ricót is, végül 1607. április 10-én érték el az amerikai kontinenst. A három hajó, név szerint a Susan Constant, a Discovery és a Godspeed, Christopher Newport kapitány vezetésével 1607. április 26-án kötött ki a később Henry-foknak elnevezett helyen. A parancsaiknak megfelelően megkezdték egy biztonságos letelepedési hely keresését, felfedezve a ma Hampton Roadsnak nevezett területet és kiértek a Chesapeake-öbölhöz, elnevezve James-folyót I. Jakab angol király tiszteletére.
1607. május 14-én Edward Maria Wingfield kapitány (a kormányzó tanács április 25-én megválasztott elnöke) a James-folyón fekvő, az Atlanti-óceántól 40 mérföldre (67 kilométer) fekvő Jamestown-szigetet jelölte ki a megerősített település helyének. A szigetet mély víz vette körül, tengerjáró hajókkal is megközelíthető, jól védhető stratégiai ponttá téve azt. Talán a legfontosabb szempont viszont az volt a telepesek szempontjából, hogy a szigeten nem telepedtek meg a környéken élő virginiai indián törzsek, tekintettel arra, hogy a sziget nem megfelelő a mezőgazdasági művelésre. A sziget kicsi volt, mocsaras, elzárt és hemzsegett a szúnyogoktól és az árapály-jelenség miatt sós víz alkalmatlan volt ivásra.
A malária miatt a telepesek az év túl kései szakában érkeztek ahhoz, hogy növényeket ültethessenek. A csoportban sok volt a nemes, akik alkalmatlanok voltak a munkára, vagy gazdag kereskedők, akik szintén nem szoktak a gyarmat fenntartásához szükséges kemény munkához. Az 1609–10-es "ínséges időkben" a telepesek még rosszabb helyzetbe kerültek. Az 500 érkezőből mindössze 61 élte túl ezt az időszakot.
A virginiai indiánok már jóval a telepesek érkezése előtt is alapítottak településeket. A 17. század elején nagyjából 14 000 algonkin nyelvet beszélő őslakos élt az általuk Tsenacommacahnak nevezett régióban. Ez volt a póheten törzsszövetség, vagy Póheten Konföderáció, amit a Wahunsunacocknak, vagy egyszerűen csak "póheten főnöknek" nevezett fővezér kormányzott. A Wahunsunacoc kezdetben arra törekedett, hogy kiűzze az angolokat Jamestownból, amit a Paspahegh terület részének tekintettek és áttelepítse őket a Capahosick területre, ahol a törzsszövetség tagjaiként fém eszközök készítésére kötelezte volna őket. Erre azonban sosem került sor. Az első telepeseket már nagy lakomákkal fogadták a helyiek, de az angolok, akik nem voltak hozzászokva a saját élelmiszer-szükségletük megtermeléséhez, hamarosan éhezni kezdtek és egyre keményebben kezdtek követelni több és több élelmet a környező törzsektől. Ez pedig előrevetítette a konfliktusokat. Az angol-póheten háború végül oda vezetett, hogy Samuel Argall elfogta a Wahunsunacock lányát, Matoakát, ismertebb nevén Pocahontast, ami után a törzsfőnök kénytelen volt elfogadni a békeszerződést.

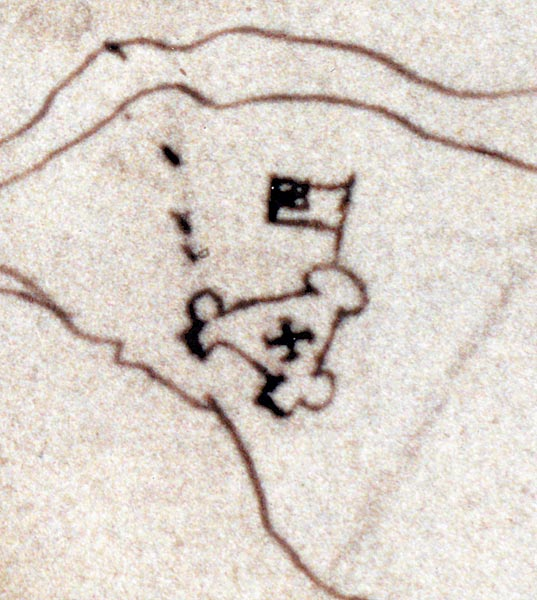
Az erőd 1608-ban a Zuniga térképen.

John Smith kapitány (1607-1609) és más vezetők intézkedései ellenére a legtöbb telepes és a helyükre érkezők is meghaltak az első öt év folyamán. A telepesek kétharmada már azelőtt elhunyt, hogy a Társaság hajói eszközöket és szakértőket hoztak volna Lengyelországból és Németországból a következő évben, 1608-ban, hogy segítsenek kiépíteni a település gazdaságát. Ennek eredményeként az üveg lett az első amerikai termék, amelyet Európába importáltak.
Miután John Smitht Angliába való visszatérésére kényszerítették egy kereskedelmi expedíció közben történt robbanás miatt, a kolónia vezetését George Percy vette át, aki bebizonyította, hogy képtelen a bennszülött törzsekkel való tárgyalásokra. Az "Ínséges idők" néven ismertté vált 1609-1610-es időszak alatt a telepesek több mint 80%-a hunyt el, a többiek pedig egy rövid időre elhagyták a szigetet tavasszal. Azonban 1610. június 10-én a visszahúzódó telepeseket néhány mérfölddel lejjebb a folyón utolérte egy felmentő misszió, amit az új kormányzó, Lord De La Warr vezetésével küldtek Londonból és ami létfontosságú eszközöket és új telepeseket hozott az Újvilágba. Lord De La Warr "The Deliverance" nevű hajója után nevezték el később Delaware államot.
A telepesek maradását egy véletlen körülmény érte el. Nevezetesen John Rolfe érkezése, aki új dohánymagokat hozott a Karib-tenger szigeteiről.

### Beköszöntő szerencse (1610-1624)
Sok telepes arisztokrata származása, a történelmi léptékű aszály és a nagyarányú szükséges kommunális munka miatt az első néhány évben a kolónia, a legjobb esetben is, egyenlőtlenül fejlődött. 1613-ban, hat évvel Jamestown megalapítása után, a Virginia Társaság részvényesei és az expedíció szervezői elkeseredetten próbálkoztak, hogy növeljék a kolónia produktivitását. Dale kormányzó, a részvényesek hozzájárulása nélkül, 12 000 négyzetkilométer földet rendelt ki minden "régi telepesnek" és kevesebbet az újonnan érkezőknek. A kolónia gazdasága növekedésnek indult és a telepesek kiterjesztették birtokaikat a környező bennszülött törzsek kárára. Az a körülmény, hogy a növekedés kezdete egybeesett a telepesek érkezése előtti évben kezdődő aszály végével, azt bizonyítja, hogy az első évek ínségét több tényezőre lehet visszavezetni.
A következő évben, 1614-ben, John Rolfe leszüretelte az első dohánytermését. Prosperáló gazdaságából meggazdagodva feleségül vette Pocahontast, a póheten főnök lányát, ezzel évekig tartó békét hozva az angolok és az indiánok között. (Ebből következően a fiuk, Thomas Rolfe, az első virginiai családok többségéhez hasonlóan, angol és viginiai indián ősökkel is rendelkezett.) Azonban egy angliai utazás végén Pocahontas megbetegedett és meghalt 1617. március 21-én. A következő évben az apja is követte. Mivel az angolok folytatták a terjeszkedést újabb dohánytermő földek szerzése céljából, kapcsolatuk az indiánokkal megromlott. Az elhunyt törzsfő fivére, a harcias Opchanacanough lett a törzsszövetség feje.
1619-ben megtartották az első képviseleti gyűlést az amerikai kontinensen, amely a jamestowni templomban kapott helyet. A céljuk az volt, hogy "alapítsanak egy az egyenlőségen és egységen alapuló kormányzatot egész Virginiában" ami biztosítaná az "igazságos törvényeket a lakosok boldog irányítására és kormányzására." Ez a gyűlés a Polgárok Gyűlése néven vált ismertté és a későbbi Virginiai Képviselőház elődje lett. Törvénybe foglalták a szabad földbirtoklást és a kolóniát négy nagy egységre, boroughra, vagy másként "egyesületre", vagy "cittie-re" osztották. Jamestown a James Cittie-ben feküdt. Kezdetben csak az angol származású férfiak szavazhattak. A lengyel kézművesek azonban tiltakoztak és a munka megtagadásával fenyegetőztek, ha nem engedélyezik nekik a szavazást. Július 12-én a gyűlés biztosította a lengyelek egyenlő választójogát.

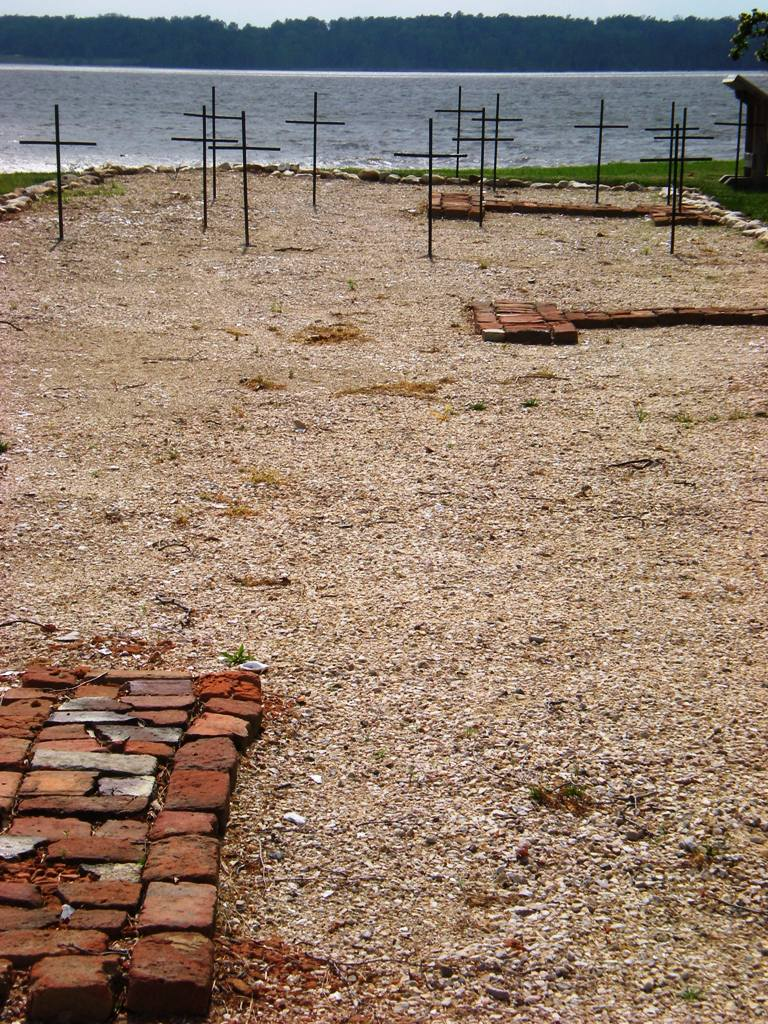
Sírok Jamestownban, a későbbi kormányzati épületek alapjai alatt.

Évekig tartó feszült egymás mellett élés után Opchanacanough törzsfőnök a póheten törzsszövetség élén elhatározta, hogy eltörli az angol kolóniát a föld színéről egyszer és mindenkorra. 1622. március 22. reggelén megtámadták az ültetvényeket és a James-folyó mentén lévő közösségeket. Ez az esemény később az 1622-es indián mészárlás néven vált ismertté. A támadás során több mint 300 telepes halt meg. Nagyjából az angol nyelvű népesség harmada. Gyakran, de hibásan, ezt az eseményt az év nagypéntekére datálják. Thomas Dale progresszív próbálkozása Henricusban, ahol egy főiskolát alapítottak a bennszülöttek nevelésére alapvetően kudarcba fulladt, akárcsak Wolstenholme Towne alapítása a Martin's Hundred ültetvényen. Jamestown csak annak köszönhette fennmaradását, hogy egy indián munkás időben figyelmeztette a telepeseket. Arra már nem volt idő, hogy a külső telepeknek elvigyék a hírt. A 6000 emberből, aki 1608 és 1624 között érkezett a kolóniára, mindössze 3400 maradt életben.

### Kései évek (1624-1699)
1624-ben Jakab király visszavonta a Virginia Társaság engedélyét és Virginia kolónia királyi gyarmat lett. Ennek ellenére a kolónia növekedése tovább folytatódott. Tíz évvel később, 1634-ben, I. Károly utasítására Virginiát nyolc shire-re (avagy megyére) osztották, az angliai gyakorlatnak megfelelően. Jamestown James City shire-be került, amit hamarosan "James City megyéjére", mára James City megyére, nevezték át. Ez az ország legidősebb megyéje.
1644-ben egy második nagy "indián támadás" történt. Opchanacanough-t 1646-ban elfogták. Már fogságában az angol őr ellenszegülés vádjával rálőtt a törzsfő pedig belehalt a sérülésbe. Ezzel a póheten törzsszövetség bomlásnak indult. Opchanacanough utóda megkötötte az első békeszerződéseket a póhetenek és az angolok között. A szerződés évei sarc fizetésére kötelezte az indiánokat és megtiltotta nekik a további terjeszkedést.
Egy generációval később, a Bacon felkelés idején, 1676-ban, Jamestown leégett és később újjá kellett építeni. Az építkezések idején a gyűlés először William Berkeley kormányzó közeli Green Spring Plantation nevű ültetvényén, majd később a Middle Plantation nevű ültetvényen gyűlt össze. Ez utóbbit 1632-ben alapították a Virginia-félsziget belsejében 8 mérföldre (13 km) Jamestowntól. Amikor a gyűlés épülete 1698-ban ismét leégett, ez alkalommal egy balesetből kifolyólag, a törvényhozás ismét ideiglenesen a Middle Plantation ültetvényre költözött át és a William and Mary Egyetem épületében ült össze, amit királyi utasításra alapítottak 1693-ban. Jamestown újjáépítése után azonban 1699-ben a törvényhozás székhelye végleg átkerült a Middle Plantation ültetvényre, amit hamarosan átneveztek Williamsburgra az éppen a trónon ülő III. Vilmos angol király tiszteletére. Az új kormányzói hivatal és a kormányzati épületek a következő években épültek fel.

## Utóélet és megőrzés

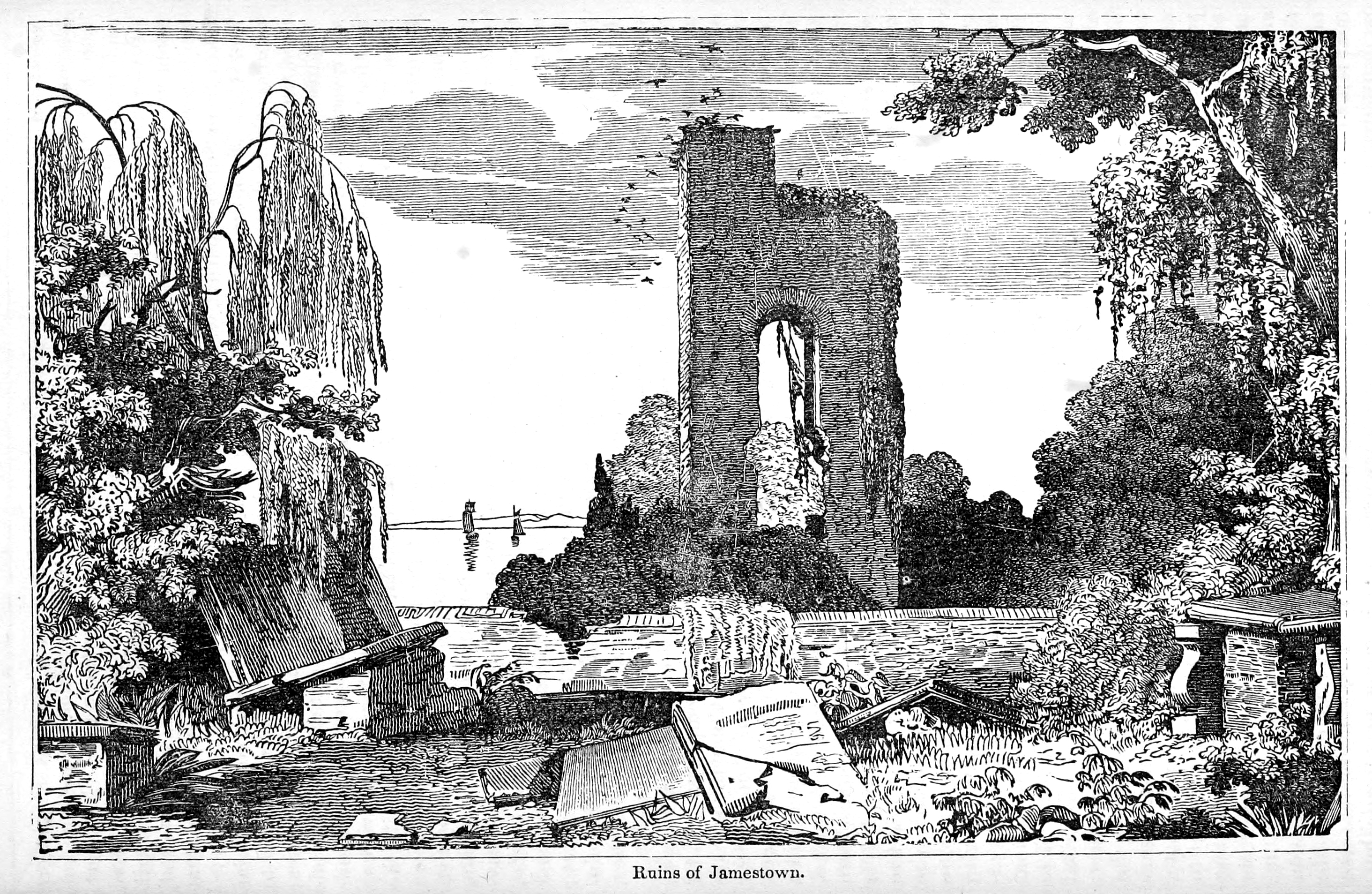
Jamestown romjai 1854-ben a régi Jamestowni templom 1639-ben emelt épületével.

A főváros Williamsburgba való áthelyezése miatt Jamestown lassan eltűnt a térképről. Akik továbbra is ott maradtak, a Jamestowni templomban részesülhettek szolgáltatásokban 1750-ig, amikor azt végleg elhagyták. A 18. század közepéig a föld tartós művelés alatt állt, elsősorban a Travis és az Ambler családok birtokában. Az amerikai függetlenségi háború alatt a green springi csatát a korábbi kormányzó, Berkeley ültetvényétől nem messze vívták meg. Jamestown azonban látszólag jelentéktelen szerepet játszott. 1831-ben David Bullock megvásárolta a várost a Travis és az Ambler családoktól.

### Polgárháború
Az amerikai polgárháború idején, 1861-ben a konföderációs William Allen, akinek a tulajdonában volt a Jamestown-sziget, megszállta Jamestownt a saját költségén felállított csapatokkal, amivel az volt a célja, hogy elzárja a James-folyót és Richmondot az Unió haditengerészetétől. Hamarosan csatlakozott hozzá Catesby ap Roger Jones hadnagy, aki felügyelte a lőszer- és páncélzatteszteknek helyet adó épületek építését az első konföderációs páncélozott hadihajó, a CSS Virginia számára, amit Plimouth-ban építettek a Gosport Tengerészeti Hajógyárban 1861 vége és 1862 eleje között. Jamestown 1200 fegyverest állított szolgálatba, akiket 1862 elején egy tüzérségi zászlóaljba szerveztek.
A késő tavasszal kezdődő félszigeti hadjárat idején a George B. McClellan vezette uniós csapatok a Monroe erődből kiindulva behatoltak a félszigetre, hogy elfoglalják Richmondot, a Konföderáció fővárosát. Az Unió erői 1862 áprilisában bevették Yorktownt, a következő hónapban pedig sor került a williamsburghi csatára. Ezen fejlemények következtében a konföderációs erők elhagyták Jamestownt és a James-folyó környékét, a CSS Virginiát pedig a Hampton Roads területén lévő Craney-szigetnél, hogy megakadályozzák az elfoglalását. A jamestowni erők és a CSS Virginia legénysége ez után Drewry's Bluffba hajózott, egy a folyón Richmondnál 8 mérfölddel (13 km) feljebb található erődített stratégiai pontra, ahol sikeresen megállították az Unió flottáját.
Ismét szövetségi kézben, Jamestown szökött rabszolgák találkozóhelyévé vált, akik felgyújtották az Ambler kúriát, a 18. századi ültetvényt és a hozzá tartozó öreg templomot a város maradványaival együtt. Amikor a tulajdonosok embereket küldtek oda a károk felmérésére 1862 végén, azokat megölték a szökött rabszolgák. Az appomatoxi fegyverletétel után Jamestown korábbi konföderációs erői esküt tettek az Unióra.

### Megőrzés
A polgárháború utáni években Jamestownra ismét a béke kora köszöntött. 1892-ben a Barney házaspár vásárolta meg a várost. A következő évben 22 és fél hektár földet adományoztak a Virgina Megőrzéséért szervezetnek, amely magában foglalta az 1639-ben épült templom tornyát is. Ebben az időben a folyó eróziós hatása kikezdte a sziget nyugati partjait és az erőd ottani része víz alá került. Szövetségi hozzájárulással 1900-ban egy védőgát épült, hogy megvédjék a területet a további károsodástól. Az eredeti, 1607-ben épült telepet, amit a gát megóvott a pusztulástól, 1994-ben tárták fel.
1932-ben a richmondi George Craghead Gregory-t kérték fel a régi városháza feltárásának ellenőrzésére, ami 1646 körül épült a Virginia Megőrzéséért szervezet birtokán. 1936 körül Gregory, aki a Virginiai Történeti Társaság aktív tagja volt, megalapította a Jamestown Társaságot az első telepesek és az 1700 előtt Jamestownban földet birtoklók leszármazottai részvételével. Megalakulása óta a társaság segédkezett a geneológiai kutatásokban több tucat szervezeten, úgynevezett "cégen" (valójában a társaság osztályai) keresztül. A cégek tagjai választás útján kerülnek be. 1958-ban a Jamestown Társaságot nonprofit szervezetté alakították. Ma rendezvények és találkozók szervezésével foglalkozik.
A Gyarmati Nemzeti Műemléki Terület felállítását a Kongresszus 1930. július 3-án engedélyezte és december 30-án végre is hajtották. 1934-ben a Nemzeti Park Szolgálat megkapta a Jamestown-sziget fennmaradó 6,1 km²-es területét, ami addig magánkézben volt a Vermilion család birtokában. A Nemzeti Park Szolgálat társult a Virginia Megőrzéséért szervezettel a terület megőrzése és látogatók számára való bemutatása érdekében. 1936. június 5-én a Műemléki Terület nemzeti történelmi parkká alakult át és Gyarmati Nemzeti Történelmi Park néven vált ismertté.

### Jamestown Újrafelfedezése
1994-ben egy régészeti kampány indult Jamestownban, ami Jamestown Újrafelfedezése néven vált ismertté, amit a Virginia Megőrzéséért szponzorált a Jamestown megalapításának négyszázadik évfordulójára felkészülve. A régészeti kampány eredeti célja az volt, hogy feltárja a "Jamestowni telep első éveit, különösen a korai erődöt [és] a város későbbi növekedését és fejlődését."
Már a kampány korai időszakában is felfedeztek több gyarmati kori leletet. Ez meglepetést jelentett egyes történészeknek, akik úgy hitték, az eredeti település teljes területe elveszett a James-folyó eróziós munkája következtében. Mások azt gyanították, hogy az erődnek legalább egy része megmaradt. A kutatások azt bizonyították, hogy csak a háromszög alakú erőd egyik sarka pusztult el, ami azonban magába foglalta az eredeti települést. Az 1900-ban felépített védőgát a múltban és a jövőben is nagy költségeket ró a fenntartókra.
Már a kezdetektől a kiterjesztett kampány több felfedezést tett, beleértve több százezer leletet, aminek nagy része a telep első éveiből származik. Ezen kívül feltárták az erőd nagy részét, több házat és kutat, az erődhöz csatlakozó falat és több korai telepes sírját.

## Ma
Napjainkban Jamestown két turisztikai központnak ad otthont, amelyek az eredeti erődhöz és a városhoz kapcsolódnak (Történelmi Jamestown és Jamestown Telep). A közelben a Jamestown-Skócia Komp szolgálat biztosítja a Jamestown-sziget megtekintését a folyóról.

### Történelmi Jamestown
A Történelmi Jamestown, amely az eredeti Jamestown központjában található, és a Virginia Megőrzéséért szervezet és a Nemzeti Park Szolgálat tartja fent. A központi 22 és fél holdas területet 1893-ban adományozták a Virginia Megőrzéséért szervezetnek. A fennmaradó 1500 hold (6,1 km²) 1934-ben került a Nemzeti Park Szolgálat birtokába és ma a Gyarmati Nemzeti Történelmi Park része. A két szervezet 1941 óta együttműködik az első állandó észak-amerikai angol település megőrzésében és látogathatóvá tételében.
A ma Jamestownba látogatók láthatják az eredeti, 1607-ben épült erőd helyét, a 17. századi templomtornyot és a 17. századi város helyét is. Meglátogathatják az Archaeariumnak nevezett régészeti múzeumot több ezer Jamestown Újrafelfedezéséből származó leletet is. Részt vehetnek az ún. "élő történelem" szolgáltatásban és túrákon is. Megfigyelhetik a régészeket a feltárásokon, miközben azon dolgoznak, hogy megértésék, mi történt Jamestown első napjaiban.
A feltárások során felfedezték egy fontos személyiség sírját is. Egyesek szerint Bartholomew Gosnold kapitány sírjáról van szó, mások szerint viszont ez Thomas West, De La War 3. bárójának nyughelye. Korábban azt feltételezték, hogy a báró nyughelye az Azori-szigeteken vagy a tengerben van, de 2006-ban megállapították, hogy valójában Jamestownban temették el.
2009-től folyamatosan zajlanak a feltárások; az új felfedezésekről gyakran számolnak be a helyi újságban, a Williamsburgi központú Virginia Gazette-ben és más médiumokban az egész világon. 2017 októberében az egyik templom alatt több sírt is feltártak, de az nem ismert, hogy a báróé is köztük van-e.

### Jamestown Telep
Jamestown Telep egy ún. "élő történelmi" park (ahol a dolgozók "szimulálják" a korabeli életet), amely 2,01 km-re fekszik a település eredeti helyszínétől a Jamestown-sziget szomszédságában, amit először 1957-ben hoztak létre az alapítás 350. évfordulóján. A Telepet a Jamestown Yorktown Alapítvány tartja fenn és legfőbb szponzora maga a Virginiai Nemzetközösség.

### Jamestown gazdasága
Jamestown virágkorában a dohány volt a fő termék, amit Amerikából exportáltak. A helyi indiánok tanították meg a telepeseket, hogyan termesszék és szüreteljék le a növényt. Ez adta a virginiai gazdaság legnagyobb részét. John Rolfe hozott be további magokat Virginiába. Mai tudásunk szerint ő volt az első, aki ültetvényes gazdálkodással termesztett dohányt Virginiában.

## Megemlékezések

### 200. évforduló (1807)
1807. május 13–15-én ünnepelték Jamestown megalapításának bicentenáriumát, amelyet köznapi nyelven a Nagy Nemzeti Jubileumnak is neveznek. Több mint 3000 ember vett részt az eseményen, akik közül sokan érkeztek hajókkal, melyeket a sziget közelében horgonyoztak le.
Május 13 volt a fesztivál nyitó napja, amely egy felvonulással kezdődött, amely a temetőbe vonult a régi templomhoz, ahol a püspök vezetett imát. A felvonulás ez után tovább ment a Travis birtokra, ahol az ünneplők vacsorán vettek részt és estig táncoltak. Az ünnepség alatt a William and Mary Egyetem hallgatói oratóriumokat adtak elő. Egy a szigeten lévő öreg tanyát használtak színház gyanánt, ahol egy norfolki színi társulat tartott előadást. Sok főméltóság, politikus és történész vett részt a rendezvényen. A rendezvény május 14-én egy ünnepi ebéddel folytatódott a Raleigh Tavern nevű kormányzati épületben Williamburgban.

### 250. évforduló (1857)
1857-ben a Jamestown Társaság szervezett egy ünnepséget a város alapításának 250. évfordulójának. A virginiai Enquirer újság szerint az ünnepségre egy 10 holdas (40 000 m²) területen került sor, ahol eredetileg több telepes háza is állt. Azonban azt is feltételezik, hogy az ünnepség helyszínét áthelyezték keletebbre a szigeten, közelebb a Travis-sírhelyhez, annak érdekében, hogy ne keletkezzen kár William Allen kukoricaföldjeiben.
A rendezvényen, a becslések szerint, mintegy 6000-8000 ember vett részt. Tizenhat nagy gőzhajó horgonyzott a part közelében a James-folyón, szalagokkal feldíszítve. A korábbi elnök, John Tyler, a közeli Sherwood-i erdő ültetvényen tartott egy két és fél órás beszédet. Ezt katonai felvonulás, egy nagy bál és tűzijáték követte.

### 300. évforduló (1907): Jamestown Kiállítás

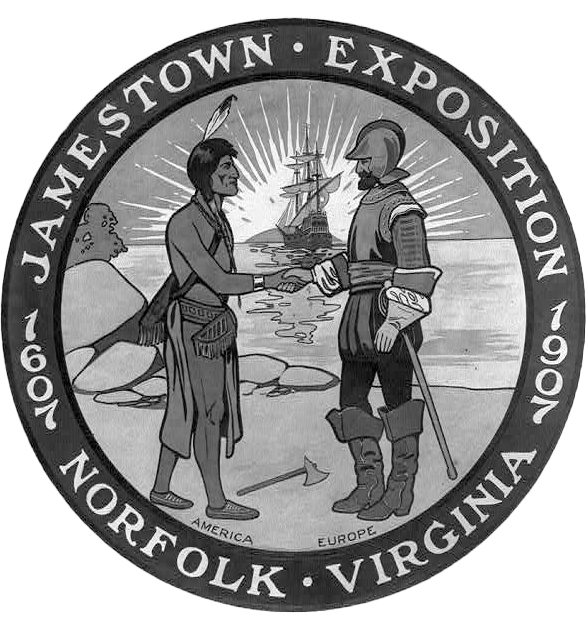
A kiállítás emblémája.

Az angolok 1781-es yorktowni fegyverletételének századik évfordulóján újjáéledt az érdeklődés a Virginia-félsziget gyarmati kori emlékei iránt. Williamsburg, egy álmos, de népes kisváros, tele boltokkal és lakóházakkal, még akkor is a polgárháború eseményeit ünnepelte. Az új évszázad hajnalán pedig új ötletek támadtak Jamestown alapításának 300. évfordulója közeledtével. A Virginia Megőrzéséért szervezet indította el az eseményeket 1900-ban, felhívva egy ünnepségre az első állandó angol kolónia megalapításának tiszteletére az Új Világban, az 1907-es 300. évforduló közeledtével.
Amikor az ünnepséget szervezték, senki sem gondolta, hogy az elszigetelt és hosszú ideje elhagyatott terület alkalmas lenne egy nagyobb horderejű eseményre, ugyanis a Jamestown-sziget túl kicsi nagyobb tömeg befogadására. A Jamestown erőd, amely otthont adott az első telepeseknek, ekkor úgy tartották, hosszú ideje beleveszett a James-folyóba. James City megye Jamestown környéki területei is alkalmatlanok voltak, mivel az autók elterjedése előtt, a vasúti közlekedés korában, nem volt elérhető.
Ahogy Jamestown 1607-es megalapításának tricentenáriuma közeledett, 1904 körül, annak ellenére, hogy Richmond tűnt az ünnepség megrendezésére a leglogikusabb helyszínnek, Norfolk vezetősége kampányt kezdett a megrendezés jogának elnyerésére. Az a döntés született, hogy a nemzetközi kiállítást egy mérföldes hosszúságú sávon rendezik, a Sewell's Point-félsziget közelében, Hampton Roadsnál. Ez nagyjából 30 mérföldre (48 km) feküdt Jamestowntól Norfolk megye vidéki területén. Ez a terület elérhető volt mindkét helyi közlekedési eszköz, a vasút és a villamos által és összeköttetésben volt a hampton roadsi kikötővel is. Ez az utóbbi körülmény ideálisnak bizonyult a világ különböző tájairól érkező haditengerészeti delegációk helyszínre szállításához.
Az 1907-es Jamestown Kiállítás egyike volt a 20. század elején oly népszerű világkiállításoknak. A rendezvény 1907. április 26-tól december 1-ig tartott. A résztvevők közt volt Theodore Roosevelt elnök, II. Vilmos német császár, a svéd herceg, Mark Twain, Henry H. Rogers és több tucat egyéb méltóság és híres ember. Az esemény egyik fő látványossága volt az Egyesült Államok flottájának hadiszemléje. Az amerikai katonai hivatalnokokra és vezetőkre nagy hatással volt a helyszín és a kiállítás helyszínén alakították ki a nagy norfolki haditengerészeti bázis első területeit az első világháború során, 1918-ban.

### 350. évforduló (1957)

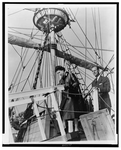
II. Erzsébet brit királynő és férje, Fülöp herceg, megtekinti a Susan Constant másolatát a Jamestown Fesztivál Parkban, Virginiában, 1957. október 16-án.

Az autók fokozott elterjedése és az utak minőségének javulása lehetővé tette, hogy a város alapításának 350. évfordulóját már magában Jamestownban tartsák meg 1957-ben. Bár a folyó eróziós munkája elvágta az összeköttetést a Jamestown-sziget és a szárazföld között, a földhidat helyreállították, amivel befejeződött a Nemzeti Park Szolgálat Gyarmati Sétaútjának építése, ami Williamsburgba és Yorktownba, a virginiai történelmi háromszög másik két csúcsába vezet. Ezen kívül az állami autópályákon is fejlesztések történtek.
A legtöbb projektet nonprofit módon oldották meg, állami és szövetségi ügynökségeken keresztül. A Jamestown Fesztivál Parkot Virginia állam hozta létre a Jamestoen-sziget bejáratánál. A kolóniát megalapító három hajó, a Susan Constant, a Godspeed és a Discowery másolatát is elkészítették a portsmouthi hajógyárában és Jamestown új dokkjánál állították ki. A legnagyobbat, a Susan Constantot, pedig a látogatók belülről is megtekinthették. A Jamestown-szigeten az újjáépített Jamestown Üvegház, az Emlékkereszt és a turistaközpont is átadásra került és egy utat építettek körbe a szigeten.
Különleges eseményekre is sor került, mint például a hadsereg és a haditengerészet szemléjére, a légierő parádéjára, hajó- és repülőgép-keresztelőkre és egy szabadtéri drámára Cape Henry-ben. Az ünnepségsorozat április 1-től november 30-ig tartott több mint egymillió résztvevővel neves személyiségek és politikusok részvételével. Jelen volt a brit nagykövet és az amerikai alelnök, Richard Nixon is. Az ünnepség fénypontja II. Erzsébet angol királynő és férje, Fülöp herceg beszéde volt a Fesztivál Parkban 1957. október 16-án. II. Erzsébet kölcsönadta a Magna Carta egy példányát a kiállítás számára. Ez volt az első alkalom, amikor egy angol uralkodó az Egyesült Államokba látogatott az ország függetlenedése óta.
Az 1957-es Jamestown Fesztivál olyan sikeres volt, hogy a turisták még jóval a hivatalos rendezvények befejeződése után is tömegesen látogattak el a helyszínre. Jamestown a Történelmi Háromszög állandó nevezetességévé vált. Családok, iskolai csoportok és több ezer egyéb ember látogatja meg.

### 400. évforduló (2007)

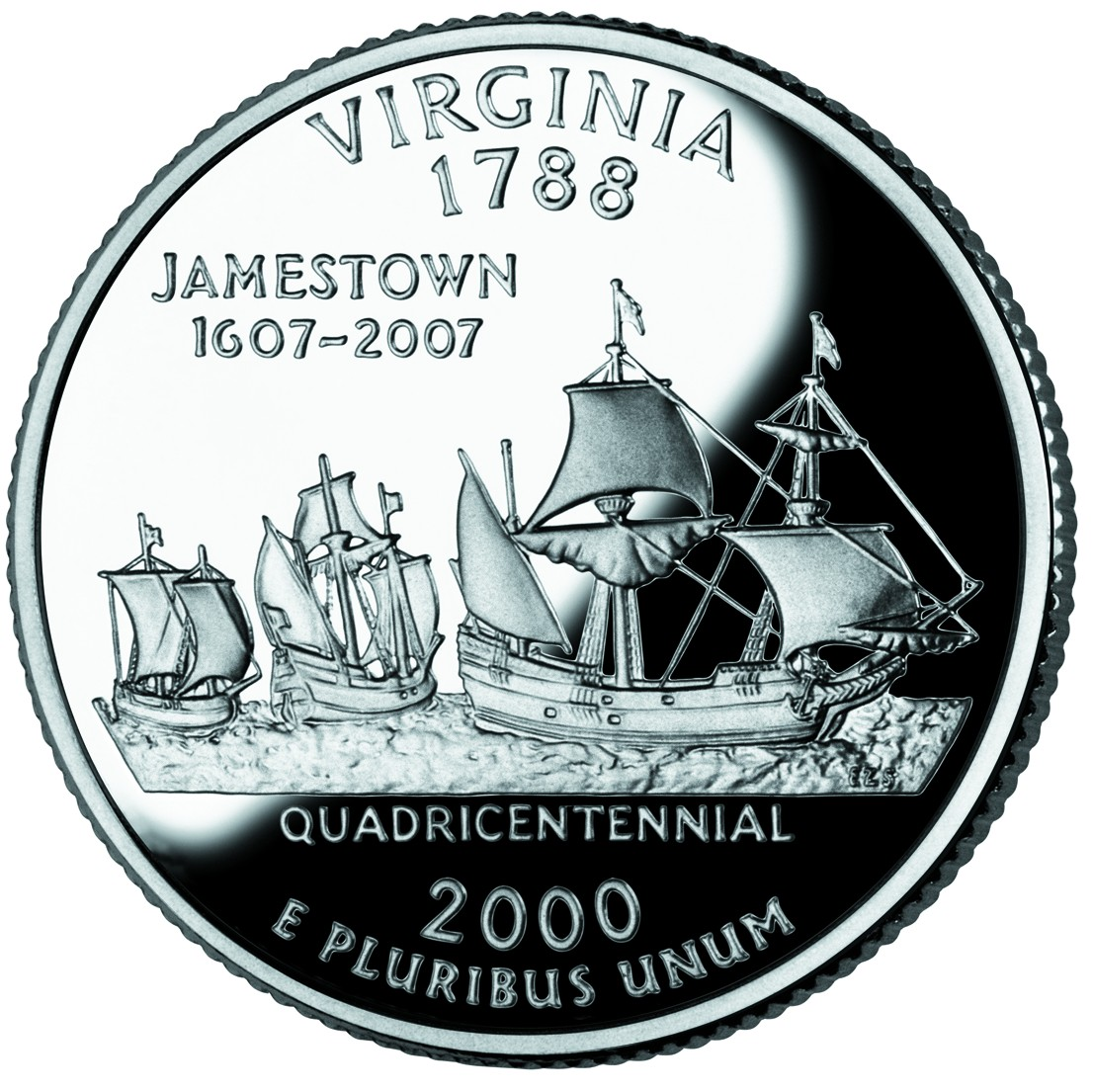
A Virginia State Quarter emlékérme sorozat egy tagja.

A 21. század hajnalán új szálláshelyek, szállítási lehetőségek és látnivalók nőttek ki a földből Jamestown megalapításának quadricentenáriumának ünneplésére. Számtalan esemény került az Amerika 400. évfordulója zászlaja alá, amit a Jamestown 2007 bizottság támogatott. A rendezvény 18 hónapon keresztül tartott, állami, nemzeti és nemzetközi szintű ünnepi eseményekkel, amik már 2006 áprilisában elkezdődtek a Godspeed hajó új másolatával tett körúttal.
2007 januárjában a Virginiai Képviselőház Jamestownban nyitotta meg az évi ülésszakát. 2007. május 4-én II. Erzsébet angol királynő és Fülöp herceg ünnepi beszédet tartottak, megismételve az 1957-es tiszteletadást.
A Virginia State Quarter mellett Jamestown volt a tárgya két szövetségi szintű emlékérmének, amelyekkel a telepesek érkezésének 400. évfordulóját ünnepelték. Egy ezüst dollárt és egy arany dollárt adtak ki 2007-ben.

### Egyéb megemlékezések
1987-ben John Otho Marsh, Jr. Az Amerikai Egyesült Államok hadügyminisztere egy tölgyfát ültetett el Runnymede-ben, Angliában, összekötve az amerikai alkotmány létrehozásának évfordulójának ünneplését Jamestown alapításáéval.

## Jamestown filmeken
Jamestown megalapításának nagy mértékben fikcionált változatát mutatták be 1995-ben a Disney Pocahontas című animációs filmjében. Ebben több pontatlanság jelenik meg, mint például a közeli hegyek, amelyek nem oda illőek a part menti síkságon.
Egy egész estés hosszú film Az Újvilág, Terrence Malick rendezésében, 2006-ban bemutatta Jamestown kolonizációjának történetét. Bár egyéb tekintetben akkurátusan figyeltek a történeti hitelességre, a történet középpontjában John Smith (Colin Farrell) és Pocahontas (Q'orianka Kilcher) történészek által kitaláltnak vélt szerelmi kapcsolata áll, melyet a film nagymértékben dramatizál. Valójában Pocahontas 10-12 éves lehetett a Smith-szel való első találkozása idején. Sok jelenetet forgattak helyben, a James- és a Chickahominy-folyó mentén, valamint a Henricus Nemzeti Emlékparkban, Chesterfield megyében.
Egy másik egész estés film, a 2007-es Első partraszállás: Az út Angliából Jamestownba, a telepesek 1607-es partraszállásának állít emléket.